# Теорема Хартогса
Теорема Хартогса — утверждение о достаточных условиях аналитичности функции нескольких комплексных переменных. В случае нескольких комплексных переменных достаточным условием аналитичности является аналитичность по каждому переменному. Для функций действительных переменных это неверно: функция {\displaystyle f(x,y)={\frac {xy}{(x^{2}+y^{2})}},f(0,0)=0} бесконечно дифференцируема по {\displaystyle x} (или {\displaystyle y}) когда {\displaystyle y} (или {\displaystyle x}) является фиксированным, но {\displaystyle f} даже не является непрерывной в начале координат.

## Формулировка
Если комплекснозначная функция {\displaystyle F} определена в открытом множестве {\displaystyle \Omega } {\displaystyle n}-мерного комплексного пространства {\displaystyle \mathbb {C} ^{n}} и аналитическая по каждому переменному {\displaystyle z_{j}}, когда другие переменные фиксированы, то функция {\displaystyle F} является аналитической в {\displaystyle \Omega }.

## История
При дополнительном предположении непрерывности это утверждение иногда называется леммой Осгуда, её доказал Вильям Осгуд